# 清水棘鱗魚
清水棘鱗魚為輻鰭魚綱金眼鯛目金鱗魚亞目金鱗魚科的其中一種，分布於印尼蘇拉威西島海域，棲息深度2-6公尺，體長可達7.3公分，棲息在水淺的珊瑚礁區。

## 擴展閱讀
維基物種上的相關：清水棘鱗魚